# 2022年亚喀巴毒气泄漏事故
2022年6月27日，約旦亞喀巴港發生毒氣泄漏事故，一個25噸氯氣罐在裝卸過程中不慎掉落，導致劇毒的氯氣泄漏。事故造成14人死亡、265人受傷 

## 背景
亚喀巴港是约旦唯一的港口，距市区约 16 公里。

## 意外事故
当地时间 2022 年 6 月 27 日 16 时 15 分，起重机正在将高壓氯氣装载到貨櫃船，計畫出口到吉布提。  起重机的电缆系统发生故障，一个裝有约25公噸（55,000英磅）氯的貨櫃掉到船上并破裂，导致氯从容器中洩漏。随着人们逃跑，气体随后蔓延到整个港口。  

氯气对人体有毒。吸入後會與水分反應产生次氯酸和盐酸，两者都会破坏呼吸系統的细胞壁，會造成肺水肿、急性呼吸窘迫综合征、慢性呼吸问题和死亡。 
该港口立即實施疏散，而急救人员為碼頭工人提供醫療協助。伤者被送往两家州立医院、一家野战医院和一家私人醫院。亚喀巴卫生署署長马尔·奥贝达特说，亚喀巴医院人满为患。 新聞部长 Faisal Al Shboul 说，政府建立了野战医院並提供医疗设备。据官方媒体报道，有飞机将伤者疏散到安曼。 
以色列国防部长本尼甘茨提供援助说：“正如我们已经告诉我们在约旦的朋友，以色列国防机构准备以任何必要的方式提供任何努力”。 
虽然港口离市区很远，但卫生官员采取了预防措施，要求居民关上窗户留在室內。 公路巡逻队封锁了所有通往亚喀巴的道路。 附近的觀光海滩(距離港口僅7公里))，已經关闭。 港口的粮食储存和加工装置也被关闭，以检查是否有氯气污染。一旦被认为可以安全恢復運轉，港口的其余部分将恢复运营。 

## 调查
总理比舍尔·哈苏奈要求内政部长对这起事故进行调查。